# Марија Шољан Бакарић
Марија Шољан Бакарић (Хвар, 11. април 1913 — Загреб, 22. децембар 1996) била је учесница Народноослободилачке борбе и друштвено-политичка радница Социјалистичке Републике Хрватске.

## Биографија
Рођена је 11. априла 1913. године на острву Хвару. После завршене основне школе и гимназије студирала је на Правном факултету у Загребу. После завршеног факултета радила је као приватни намештеник у Загребу.
Радничком покрету приступила је још за време студија, а потом је руководила женском секцијом у Савезу банковних, осигуравајућих, трговачких и индустријских чиновника Југославије (СБОТИЧ). У чланство Комунистичке партије Југославије примљена је 1940. године. Била је члан Месног одбора Народне помоћи и члан комисије за жене при Централном комитету Комунистичке партије Хрватске. 
Учесница је Народноослободилачке борбе од 1941. године. Током рата налазила се на разним партијским и војним функцијама. Године 1942. била је један од оснивача листа Жена у борби, а 1944. године постављена је за шефа Персоналног одсека Земаљског антифашистичког већа народног ослобођења Хрватске (ЗАВНОХ).
После ослобођења Југославије, 1945. године, једно време је обављала дужност начелника Персоналног одељења Председништва владе Народне Републике Хрватске. Од 1950. године била је члан Републичког конференције Социјалистичког савеза радног народа Хрватске. Била је председник Конференције за друштвену активност жена Хрватске и дугогодишњи уредник часописа Жена.
Била је супруга Владимира Бакарића, виског партијског и државног функционра СФРЈ, са којим је имала две ћерке и сина. Умрла је 22. децембра 1996. у Загребу и сахрањена је поред супруга на гробљу Мирогој.
Носилац је Партизанске споменице 1941. и других југословенских одликовања, међу којима је Орден републике за златним венцем којим је одликована 29. марта 1973. године.